# 春溥
春溥（1852年 - ？），字伯熙，号博泉，薩哈拉氏，盛京內務府正黃旗蒙古人，清朝政治人物、進士出身。

## 生平
同治癸酉科举人，光緒二年（1876年），參加丙子恩科會試，得貢士第25名。殿試登進士二甲第7名。同年五月（6月3日），改庶吉士。光緒三年四月（1877年6月9日），散館，授翰林院編修。官至洗马。
著有《松雪巢诗文》。其诗作录入同年进士、正蓝旗汉军胡俊章辑《春明诗课汇选》。